# NAKED DESIRE
「NAKED DESIRE」（ネイキッド･デザイア）は1993年5月26日にリリースされたaccessの3rdシングル。発売元はファンハウス。

## 概要
22.4万枚のセールスを記録し、オリコン最高位3位を記録。accessのシングルとしては初のオリコンベスト10入りを果たした。タイトル曲は2ndアルバム『ACCESS II』にTHE ENTERPRISE MIXとして収録されているほか、リミックスアルバム『AXS REMIX BEST TRACKS』に大里正毅がリミックスを手掛けたCOOL SHADOWZONE MIXとして収録されている。初回特典としてオリジナル・ロゴステッカーを封入。

## 収録曲
※カッコ（）内は、JASRAC作品データベース検索サービスに登録されている作者
1. NAKED DESIRE
  - 作詞・作曲・編曲：AXS （作詞：貴水博之、作曲：浅倉大介）
  - 浅倉は「夏を目の前にして、ワクワクした気持ち」を表現する様にした[3]。
2. EVERY TIME YOU
  - 作詞・作曲・編曲：AXS （作詞：貴水博之、作曲：浅倉大介）
  - 浅倉があるミュージック・ビデオを見ていた時に、周囲の時間の流れの速さにふと気づいて、それを基に作曲した[3]。
  - 貴水はそれを基に「その中で、自分の憧れを持ち続ける女性」を主人公にして、歌詞を書いた[3]。
3. JEWELRY ANGEL (Instrumental Mix)
  - 作詞・作曲・編曲：AXS （作詞：貴水博之、作曲：浅倉大介）